# Communauté de communes des Collines du Perche Normand
La communauté de communes des Collines du Perche normand est une communauté de communes française, créée le 1er janvier 2017 et située dans le département de l'Orne en région Normandie.

## Histoire
La communauté de communes est créée au 1er janvier 2017 par arrêté du 12 décembre 2016. Elle est formée par fusion de deux communautés de communes : la communauté de communes du Pays Bellêmois et la communauté de communes du Val d'Huisne.

## Administration
| Période      | Période      | Identité         | Étiquette | Qualité                                              |
| ------------ | ------------ | ---------------- | --------- | ---------------------------------------------------- |
| janvier 2017 | juillet 2020 | Serge Cailly     | SE        | Maire de Saint-Martin-du-Vieux-Bellême (depuis 2014) |
| juillet 2020 | En cours     | Isabelle Thierry | SE        | Maire d'Igé                                          |

## Territoire communautaire

### Géographie
Située dans le sud-est du département de l'Orne, la communauté de communes des Collines du Perche Normand regroupe seize communes et s'étend sur 362,4 km2.

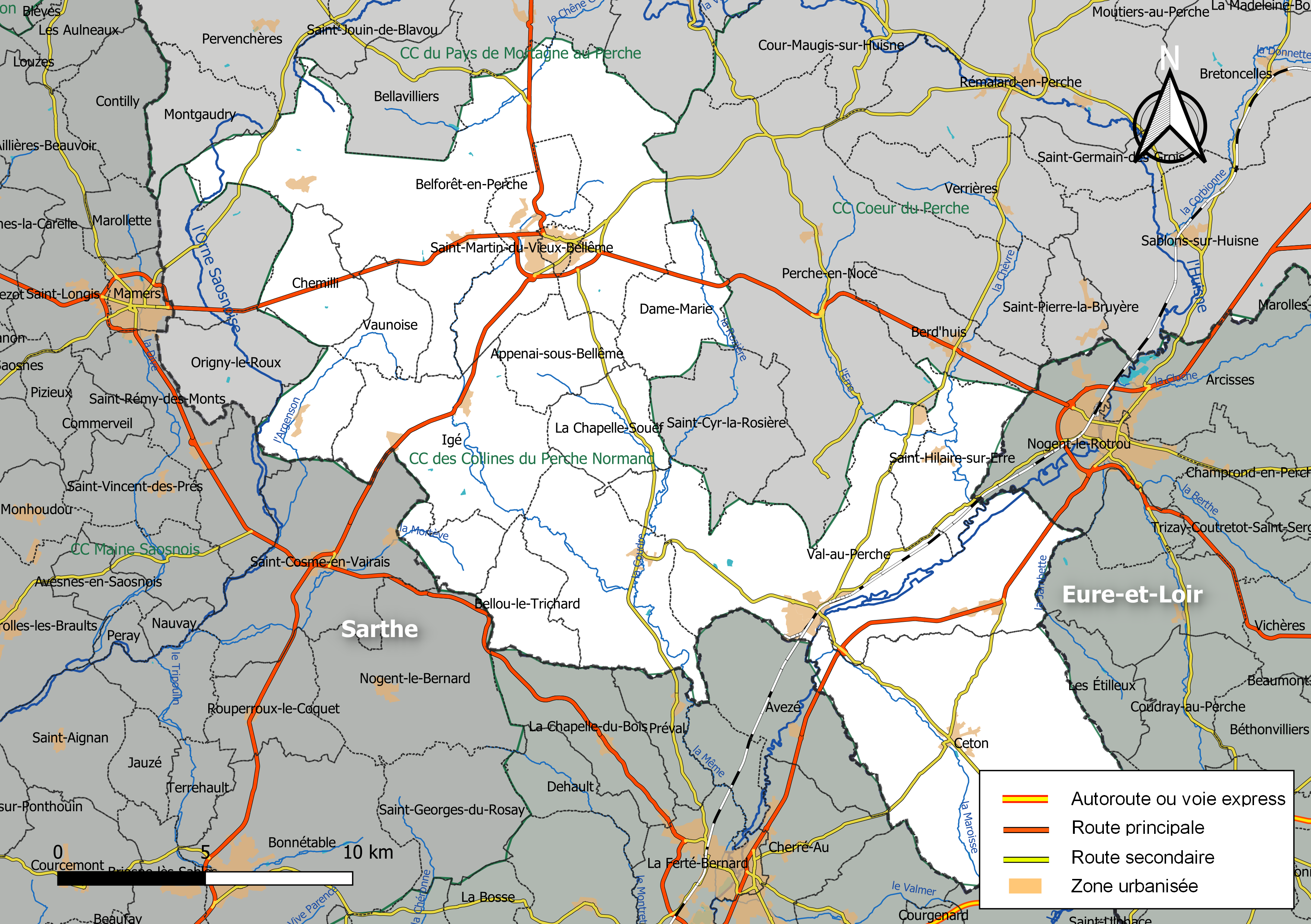
Carte de la communauté de communes des Collines du Perche Normand au 1er janvier 2019.

### Composition
La communauté de communes est composée des seize communes suivantes :

| Nom                           | Code Insee | Gentilé           | Superficie (km2) | Population (dernière pop. légale) | Densité (hab./km2) |
| ----------------------------- | ---------- | ----------------- | ---------------- | --------------------------------- | ------------------ |
| Val-au-Perche (siège)         | 61484      |                   | 63,26            | 3 324 (2022)                      | 53                 |
| Appenai-sous-Bellême          | 61005      | Appenois          | 10,74            | 277 (2022)                        | 26                 |
| Belforêt-en-Perche            | 61196      |                   | 74,53            | 1 486 (2022)                      | 20                 |
| Bellême                       | 61038      | Bellêmois         | 1,71             | 1 457 (2022)                      | 852                |
| Bellou-le-Trichard            | 61041      | Bellovissiens     | 9,67             | 196 (2022)                        | 20                 |
| Ceton                         | 61079      | Cetonnais         | 59,39            | 1 765 (2022)                      | 30                 |
| La Chapelle-Souëf             | 61099      |                   | 11,13            | 245 (2022)                        | 22                 |
| Chemilli                      | 61105      | Chemillais        | 10,92            | 173 (2022)                        | 16                 |
| Dame-Marie                    | 61142      |                   | 13,27            | 156 (2022)                        | 12                 |
| Igé                           | 61207      | Igéens            | 27,86            | 589 (2022)                        | 21                 |
| Pouvrai                       | 61336      | Pouvraisiens      | 6,8              | 103 (2022)                        | 15                 |
| Saint-Fulgent-des-Ormes       | 61388      | Ulmo-Frogentins   | 8,32             | 174 (2022)                        | 21                 |
| Saint-Germain-de-la-Coudre    | 61394      | Saint-Germinois   | 26,21            | 828 (2022)                        | 32                 |
| Saint-Hilaire-sur-Erre        | 61405      | Saints-Hilairiens | 15,12            | 486 (2022)                        | 32                 |
| Saint-Martin-du-Vieux-Bellême | 61426      |                   | 15,84            | 540 (2022)                        | 34                 |
| Vaunoise                      | 61498      | Vaunoisiens       | 7,65             | 95 (2022)                         | 12                 |

## Identité visuelle

Ancien logo.
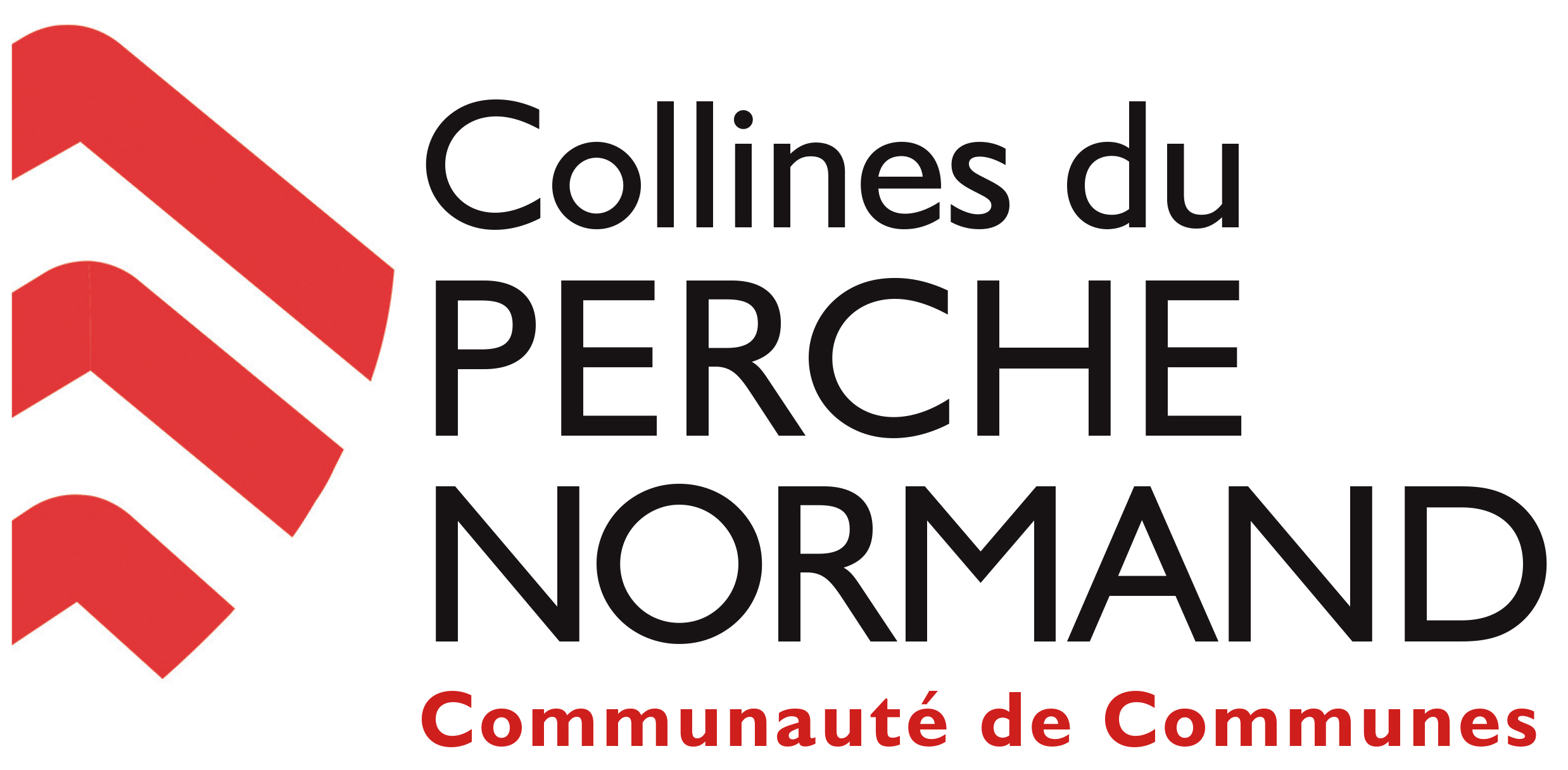
Logo actuel.